# Jiliya
Jiliya fou un estat tributari protegit, una thikana feudatària de Jodhpur concedida en jagir (14 pobles) a un rajput rathor del clan mèrtia, sub clan Raghunathsinghot. Els thakurs governants eren descendents de Rao Duda, quart fill de Rao Jodha, el fundador de Jodhpur.

## Llista de thakurs
- Thakur RAGHUNATH SINGH, origen del subclan Raghunathsinghot dins el clan Mèrtia dels rathors
- Thakur BAGH SINGH
- Thakur NAHAR SINGH
- Thakur SHER SINGH
- Thakur BAKHTAWAR SINGH (nebot, fill adoptiu)
- Thakur BIJAY (Thakursa Shri Bijay Singhji Rathore)